# Frédéric François (Sänger)

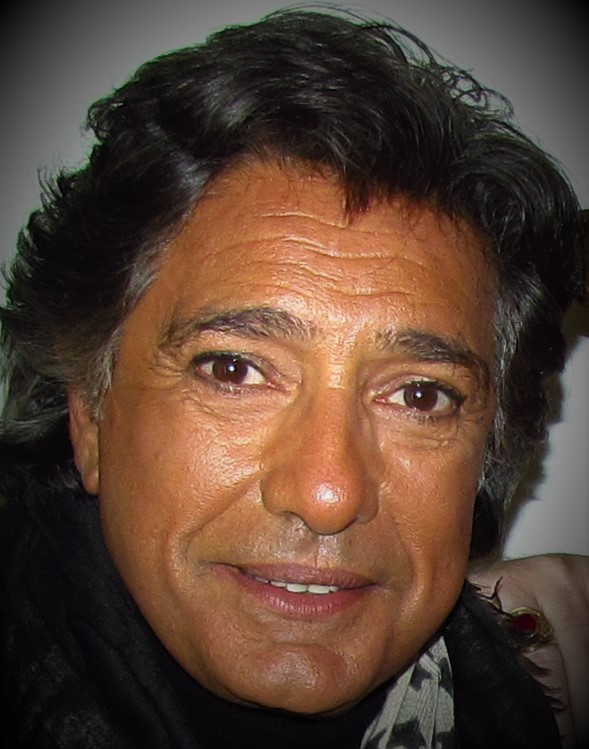
Frédéric François (2012)

Frédéric François, eigentlich Francesco Barracato (* 3. Juni 1950 in Lercara Friddi, Sizilien), ist ein italienischer Sänger und Komponist, der im wallonischen Landesteil Belgiens lebt. Er verkaufte über 35 Millionen Tonträger, was ihn zum dritterfolgreichsten belgischen Sänger hinter Salvatore Adamo und Jacques Brel macht. Insgesamt sang er 350 Lieder in vier Sprachen.

## Leben

### Herkunft und Kindheit
Er wurde am 3. Juni 1950 in Lercara Friddi (Sizilien) als zweites von acht Kindern der Näherin Antonina Salemi und des Minenarbeiters Giuseppe Barracato geboren. Der Vater wanderte nach Belgien in das Lütticher Kohlerevier aus, wo er einen Dreijahresvertrag erhielt.
1951 zog die Mutter mit ihren beiden Söhnen nach, worauf sie mit Vater Peppino in einem Hilfskonvoi des Roten Kreuzes in Tilleur lebte. Peppino sang gerne neapolitanische Lieder und Opernarien, wobei er sich selbst auf der Gitarre begleitete. Francesco trat bereits im Alter von zehn Jahren in einem Café vor Publikum auf.

### Anfänge
1963 wurde er nebenberuflich Gitarrist und Sänger einer Gruppe namens Les Eperviers. 1965 verließ er die Berufsschule und nahm Geigenunterricht am Lütticher Musikkonservatorium, wo er unter anderem Kurse in Diktion, Deklamation und Gesang belegte.
1966 schloss er sich der Gruppe Les Tigres Sauvages an, und gewann den Microsillon d’Argent beim Festival von Châtelet in Belgien. Zum Preis gehörte auch die Aufnahme einer Single. Hierfür spielte er unter dem Pseudonym François Bara die Titel Petite fille und Ne pleure pas ein. Sein Vater erwarb die 500 Schallplatten und verkaufte sie an Jukebox-Besitzer. Außerdem durfte der Gewinner dieses Musikwettbewerbs als Vorgruppe dreier berühmter Künstler auftreten: Johnny Hallyday, Pascal Danel und Michel Polnareff.
1969 verschaffte ihm der belgische Produzent Constant Defourny den ersten Plattenvertrag bei dem Musik-Label Barclay-Belgique. Im Juli 1969 nahm er Sylvie auf und brachte seine erste Single unter dem Namen Frédéric François heraus, als Hommage an den Komponisten Frédéric Chopin. Seine ersten Soloauftritte fanden auf Lütticher Bühnen statt, wobei er in das Repertoire des Tanzorchesters The Best Group fünf Eigenkompositionen einbettete. Es erschienen die erfolglosen Singles Les Orgues de Saint Michel und Comme tous les amoureux. Dieses Lied hatte er für die belgische Teilnahme am Concours Eurovision de la chanson 1970 geschrieben, kam damit aber nicht in die letzte Auswahl.

### 1970er-Jahre
1970 nahm Frédéric François einen neuen Titel auf, Jean[4], eine Adaptation des britischen Film-Songs The Prime of Miss Jean Brodie[5] des Regisseurs Ronald Neame (1969). Dieses Lied wurde unter dem Label AZ vertrieben und hatte auch über den französischsprachigen Landesteil Belgiens hinaus Erfolg.
1970 heiratete er Monique Vercauteren, eine Bergarbeiterstochter. Im Duett mit ihr nahm er ein neues Lied auf, diesmal gesprochen und nicht gesungen: I love you, je t’aime. Ihr erstes Kind, Gloria, wurde am 13. Februar 1971 geboren. Die 30.000 verkauften Exemplare dieser Single galten als erster Achtungserfolg. Monique musste aber weiter in der Fabrik arbeiten. Frédéric konnte kaum von seiner Musik leben und glaubte schon nicht mehr an den großen Erfolg, als er die Lieder Comme on jette une bouteille à la mer und Je n’ai jamais aimé comme je t’aime zu Texten des Chansontexters Marino Atria[6] komponierte.
Frédéric François stand 13 Wochen auf Platz 1 der Hitparade in der Sendung Formule J und war damit in aller Munde, was sein neues Label Vogue-Belgique dazu bewegte, Je n’ai jamais aimé comme je t’aime testweise zu vertreiben, vorerst nur in den französischen Plattenläden des Départements Pas-de-Calais, einer Nachbarregion Belgiens. 250.000 Exemplare wurden verkauft. Er selbst betrachtet diese sechste Single, die er unter dem Namen Frédéric François herausbrachte, als seinen ersten wirklichen Erfolg.
Am 15. Mai 1972 wurde sein zweites Kind geboren, Vincent. Seinen ersten großen Kassenschlager landete Frédéric François im Sommer 1972 mit Je voudrais dormir près de toi, der sich 500.000 Mal verkaufte und die Listen in mehreren Ländern anführte.
Mit der Veröffentlichung weiterer Erfolge wie Laisse-moi vivre ma vie, Viens te perdre dans mes bras (1973) und Chicago (1975) war er auch immer häufiger auf Tournee. In diese Zeit fiel die Geburt seines dritten Kindes, Anthony, am 8. Januar 1976. Frédéric François galt mittlerweile als Mädchenschwarm. Von diesem Erfolg konnte er bis 1979 zehren, als der Siegeszug der Diskomusik begann, die ihn von den vorderen Plätzen der Hitparaden verdrängte.

### 1980er-Jahre
Bis 1982 hatte er keinen nennenswerten Erfolg mehr zu verzeichnen. Dies hinterließ seelische Spuren und äußerte sich psychosomatisch in Form von heftigen Panikanfällen, die erst nachließen, als sich der Erfolg wieder einstellte. Aufwind erhielt er durch die freien Radiosender, die immer wieder den Titel Adios Amor (1982) ausstrahlten, bei dem es sich um die Adaptation eines deutschen Schlagers von Andy Borg durch den Liedtexter Michel Jourdan handelt. 500.000 Exemplare dieser Single wurden innerhalb weniger Wochen verkauft, gefolgt von Aimer, einer Adaptation M. Jourdan/Andy Borg im Jahre 1983.
1984 wechselte er zu Trema, dem Plattenlabel von Michel Sardou und Enrico Macias. Bis dahin hatte Frédéric François vor allem Singles verkauft, trotz seiner 13 LPs bei Vogue. Jetzt brachte er ein neues Album heraus, Mon cœur te dit je t’aime, das Gold einspielte.
In diesem Jahr wurden auch die Top 50 ins Leben gerufen, die einen Wendepunkt in seiner Karriere brachten, weil die Sänger sich zum ersten Mal in der Geschichte nach ihren tatsächlichen Verkäufen und nicht nach subjektiven Bewertungen platzierten. In Paris jedoch stieß das Show-Business noch auf Skepsis. Frédéric François war bereits 34 Jahre alt, als er zum ersten Mal im Olympia in Paris auftreten durfte, dank seines Managers Moïse Benitah, der Jean-Michel Boris und Paulette Coquatrix überzeugen konnte. Die Konzerte waren ausverkauft. Sein neues Lied Je t’aime à l’italienne war derart gefragt, dass es ein Jahr später (1985) erneut in roten Lettern über dem Eingang der berühmten Pariser Music Hall prangte. Auch sein erstes Buch erschien, Les yeux charbon (Carrère-Lafon), eine Hommage an seine Familie und sein Publikum.
Am 14. April 1987 starb sein Vater Peppino Barracato. Der Erfolg seines neuen Albums Une nuit ne suffit pas (erste Zusammenarbeit mit einer Liedtexterin, Michaele) und die Vorbereitungen zu seinem dritten Olympia-Auftritt 1988 halfen ihm, diesen Schicksalsschlag zu verkraften.
1989 trat er in 25 Städten Kanadas sowie in den USA (April 1989) in Miami und New York auf, wo er fünf Konzerte in drei verschiedenen Sälen gab: Brooklyn College, Queen’s College der CUNY und Townhall Foundation.

### 1990er-Jahre
Drei Wochen lang, vom 1. bis zum 18. März 1990, stand Frédéric François auf dem Programm im Olympia. Am ersten Abend erfuhr er am Ende des Konzerts, als er gerade das letzte Lied seines Repertoires sang, Je t’aime à l’italienne, dass sein viertes Kind, Victoria, soeben geboren worden war. Zwei Jahre später stand er sogar einen ganzen Monat lang auf dem Programm der berühmten Pariser Music Hall. Dies war die längste Konzertreihe seiner Karriere.
1993 verließ er Trema und gründete ein eigenes Label, MBM, um künstlerisch vollkommen frei zu sein. Für den Vertrieb unterzeichnete er einen Vertrag bei BMG. Dort brachte er die letzte Single-Vinylschallplatte seiner Karriere heraus, L’amour c’est la musique. Es folgte seine erste CD mit dem Titel Tzigane (sowie ein erster Auszug desselben letzten Single-Titels in Belgien).
Am 20. Dezember 1996 empfing Papst Johannes Paul II. ihn zusammen mit anderen Ehrengästen zu einer Privataudienz in Rom.[7] Zu diesem Anlass sang er erstmals vor dem katholischen Oberhaupt, begleitet von 70 Musikern und den Chören der Römer Oper.
Seine Mutter, die er stets verehrt hatte, starb am 17. August 1997. Frédéric François widmete ihr sein achtes Konzert im Olympia, das im März 1998 stattfand, gefolgt von einer Tournee, die mehr als 300.000 Besucher anzog. Zur Vorbereitung seines ersten Konzerts am 30. Mai 1999 in seiner Geburtsstadt Lercara Friddi auf Sizilien nahm er einige Monate vorher ein Album mit italienischen Klassikern (Volare, Come Prima, Ciao Ciao Bambina) unter dem Titel Les plus grandes mélodies italiennes auf. Er fügte auch ein auf Sizilien bekanntes Familienlied ein, La porta abanidduzza (dt. übers.: Die angelehnte Tür), und sang dabei zum ersten Mal in seiner Karriere in sizilianischem Dialekt. Dies war für ihn eine Art Rückkehr zu den Wurzeln und zugleich eine Gelegenheit, sein 30-jähriges Karrierejubiläum zu feiern.
1999 brachte der Verlag LCJ Productions eine VHS-Kassette des Films Les dédales d'Icare unter der Regie von Armand Rocour (1981 Belgien) auf den Markt. Den Titelsong des Films, Je voyage, sang Frédéric François. Es war zugleich seine erste Filmrolle.

### 2000er-Jahre
Frédéric François begann das neue Jahrtausend mit der Veröffentlichung seines zweiten Buchs, Ma vie (Verlag Hors Collection), in Zusammenarbeit mit dem Journalisten Serge Igor, dem er sein Leben erzählte, wie er es noch nie zuvor getan hatte. Dabei gewährte er auch zum ersten Mal Zugang zu seinem persönlichen Fotoarchiv.
Seine Tournee 2002–2003 umfasste mehr als 100 Konzerte in Frankreich, Belgien und der Schweiz, einschließlich einer Hommage an Tino Rossi 2003, dessen größte Chanson-Erfolge er in sein Repertoire aufnahm: Méditerranée, Marinella, Ave Maria, Petit Papa Noël.
2004 sang er bei seinem 11. Konzert im Olympia erstmals in Englisch, und zwar ein Cover von Elvis Presley, Love me tender. Das Publikum dankte ihm mit stehenden Ovationen. Nachdem er drei Jahre lang kein neues Lied mehr aufgenommen hatte, brachte er 2005 eine CD mit 15 Chansons heraus, darunter Et si on parlait d’amour. Innerhalb weniger Wochen verkaufte er 200.000 Exemplare.
Im Oktober 2005 zeigte er sich im dritten Buch, Autobiographie d’un Sicilien (Verlag Ramsay), von einer ganz privaten Seite und offenbarte hierin seine Werte und Ideale. Im selben Jahr erhielt er von einigen seiner weiblichen Fans neben dem schon berühmten „Fredo“ einen weiteren Beinamen: „La voix de l’amour“ (The voice of love, dt. übers. Die Stimme der Liebe).
In seinen Liedern erzählt Frédéric François gerne aus dem eigenen Leben. So ist das am 14. Juni 2006 veröffentlichte Album Mes Préférences sinnbildhaft, weil es die Meilensteine seiner Karriere und seines Familienlebens aufgreift: das Lied, das er im Alter von zehn Jahren erstmals vor Publikum sang, O Sole Mio; seine erste Aufnahme Petite fille; sein erster großer Erfolg Laisse-moi vivre ma vie; das Lied, das er seiner Mutter zu Ehren schrieb, als sie noch lebte, Mamina („kleine Mama“ auf Sizilianisch); die Liebeserklärung an sein jüngstes Töchterchen, Victoria, mit dem Lied Fou d’elle; den Titel, den er zum sechsten Todestag seines Vaters schrieb, Le Strapontin de papa.
Frédéric François sagte, mit genau einem Jahr Abstand, gleich zweimal Merci la vie!, das erste Mal am 22. Oktober 2007 mit seiner CD Merci la vie! und das zweite Mal am 22. Oktober 2008 mit der Veröffentlichung seines Fotobandes mit über 300 Aufnahmen von Starfotograf Patrick Carpentier (Merci la vie! im Verlag Du Rocher). Am 26. Oktober 2008 jedoch erkrankte Frédéric François kurz vor seinem Konzert im Lütticher Forum. Infolge von Kortisonmissbrauch erlitt er einen Zusammenbruch. Zweimal musste er in die Lütticher Klinik CHU eingewiesen wurden. Der erste Aufenthalt dauerte fast einen Monat, vom 28. November bis zum 22. Dezember 2008, der zweite vierzehn Tage im Februar 2009. Während er im Krankenhaus lag, erschien sein Live-Album, gefolgt von der DVD seiner Tour 2008 vom Olympia bis zum Forest National mit einer Zusammenstellung von Aufnahmen seiner Bühnenauftritte in Paris und Brüssel.
Die Ärzte verordneten ihm vollkommene Ruhe. Ein ganzes Jahr lang unterbrach er seine Karriere. Sein erster öffentlicher Auftritt, bei dem er ausnahmsweise sang, war in der Sendung Télévie im belgischen Fernsehsender RTL-TVI, die zu Spenden für die Krebsforschung aufruft. Frédéric François sang zusammen mit seiner Tochter Victoria den Song Somethin’ Stupid von Frank Sinatra, ein Duett, das sie schon im März 2008 gemeinsam im Olympia dargebracht hatten, am 18. Geburtstag seiner Tochter. Am 31. Oktober 2009 setzte er seine Karriere und auch seine Tournee fort, die er krankheitsbedingt hatte abbrechen müssen. Und er machte genau dort weiter, wo er aufgehört hatte: auf der Bühne des Lütticher Forum.

### 2010er-Jahre
2010 brachte er ein neues Album heraus, Chanteur d'amour, gefolgt von einem Besitzbuch Une vie d'amour, livre objet. Vom 11. bis 20. Februar 2011 stand er erneut im Olympia auf dem Programm, am 5. März 2011 dann im Forest National [Nachweis erforderlich]. Er brachte eine CD mit dem Titel 40 Succès en or inklusive DCD heraus.
Nach einjähriger Tournee kehrte er am 3. und 4. März 2012 ins Olympia zurück, mit Gastauftritten seiner Freunde Liane Foly und Roberto Alagna.
Am 20. Oktober 2013 trat er in der Fernsehsendung Vivement Dimanche des Senders France 2 auf, um sein neues Album Amor Latino zu promoten, das am 21. Oktober 2013 erschien. Im Fernsehstudio sang er Qu'as-tu fait de moi und Amor Latino.
Nach dieser Sendung erklärte Michel Drucker, dass er mit Frédéric François die höchste Einschaltquote der Saison erzielt hatte. Auf dem Album Amor Latino zeigt sich ein neuer „Frédéric-François-Stil“, ein regelrechtes Cross-over mit neu geschöpften Musikstilen: Classic-Pop, Tango-Rock, Tango-R'n'B, Elektro-Swing u. a. m.
Sein 14. Konzert im Olympia feierte er vom 28. Februar 2014 bis zum 9. März 2014. Im Anschluss daran ging er bis 2015 auf Tournee. Am 18. August 2014 brachte er eine Best-of-Box mit 3 CDs heraus, am 20. Oktober 2014 die CD 30 ans d'Olympia – Live 2014.
Im Dezember 2014 drehte seine Tochter Victoria Barracato ihren ersten Videoclip: Fidèle. Zu den Jahresendfesten 2014 brachte Frédéric François ein Album mit dem Titel Magie de Noël heraus, auf dem er Weihnachtsklassiker, mehrere Volkslieder und ein neues Lied singt: Avant Noël.

## Audiovisuell
Im Sommer 1969 war Frédéric François erstmals im Radio auf dem belgischen Rundfunksender RTBF zu hören. Er sang Sylvie. Wenige Wochen später nahm er zum ersten Mal als Gast einer Radiosendung auf demselben Sender teil.
In Frankreich strahlte der Sender Europe N° 1 1970 erstmals ein Lied von Frédéric François aus, Jean, mit dem er es zum ersten Mal in eine Hitparade schaffte, nämlich in die Charts dieses Senders. Im zweiten Halbjahr 1971 lief Je n’ai jamais aimé comme je t’aime erstmals im Radio, in der Sendung Formule J des belgischen Radiosenders RTBF. Dieses Lied hielt sich 13 Wochen auf Platz 1. Als die Franzosen in Nord-Pas-de-Calais, die oft und gerne belgische Radiosender hörten, diese Single nicht in ihrem Plattenladen fanden, weil sie in Frankreich nicht vertrieben wurde, reisten sie bis nach Belgien, um die Platte dort zu kaufen.
Nach dem Erscheinen von Je voudrais dormir près de toi nahm Frédéric François 1972 auf dem Sender Europe N°1 an seiner ersten Radiosendung in Frankreich teil. Die Sendung hieß 5, 6, 7 und wurde von Jacques Ourévitch moderiert. In demselben Studio waren auch Michel Berger und Michel Jonasz, die gerade ihr Debüt feierten.
Seine erste Fernsehsendung wurde 1972 auf ORTF, dem damals einzigen französischen Fernsehsender, ausgestrahlt. Es handelte sich um eine von Guy Lux moderierte Live-Sendung von dem Weinfest in Nogent-sur-Marne (Val-de-Marne). Er stand auf einem Umzugswagen neben Mike Brant und wurde durch die ganze Stadt gefahren.
Noch im selben Jahr nahm er an seiner zweiten Fernsehsendung teil, Midi-Première, die von Danièle Gilbert und Jacques Martin moderiert wurde. Er traf dort zum ersten Mal auf seinen italienisch-sizilianisch-belgischen Landsmann Salvatore Adamo, der zu diesem Zeitpunkt bereits ein Star war. An diesem Tag entstand eine unzertrennliche Freundschaft zwischen den beiden.
1973 war Christian Morin auf dem Sender Europe N°1 der erste Moderator, der Frédéric François mit dem Kosenamen „Frédo“ vorstellte, und zwar in der Sendung Le hit parade, zu der Frédéric François eingeladen war, um den millionsten Käufer seiner jüngsten Single Laisse-moi vivre ma vie mit einem Geschenk zu überraschen.
Im Dezember 1974 sang Frédéric François live auf RTL, allerdings nicht im großen Studio, sondern in der Kirche von Chesnay im Departement Yvelines vor zweihundert Kindern und ihren Eltern. Der Erlös dieses Auftritts ging an behinderte Kinder in Garches (Hauts-de-Seine) sowie an vaterlose Kinder der Stiftung Le Nid in der Stadt Antony. Anfang 1975 belegte er punktgleich mit Mike Brant den ersten Rang bei der Zuschauerwahl zum beliebtesten Sänger in der von Bernard Golay moderierten Fernsehsendung Samedi est à vous auf dem ersten Sender ORTF.
In den Jahren 1975 bis 1979 war er zur Hauptsendezeit Gast bei der von Guy Lux und Jean-Pierre Foucault moderierten Sendung Ring-Parade auf Antenne 2.
Der Rundfunk war ein entscheidender Faktor für die Karriere von Frédéric François, weil sein Erfolg vor allem mit den freien Radiosendern kam, die damals vielerorts entstanden und 1982 unzählige Male den Titel Adios Amor spielten. Damit nahm seine Karriere nach drei langen, erfolglosen Jahren einen neuen Aufschwung.
In den Jahren 1983 bis 1998 war er häufiger Gast in der École des Fans von Jacques Martin in dessen Sendung Dimanche Martin.
Ab 1984 lud Pascal Sevran ihn regelmäßig in die Sendung La Chance aux Chansons ein. 1995 war er eine ganze Woche lang Hauptgast dieser Sendung. Anlass war sein soeben erschienenes zweites Album Les Italos-Américains.
1988 folgte er der Einladung zum Start der neuen Fernsehsendung auf dem belgischen Sender RTL-TVI namens Télévie, die Spenden zur Bekämpfung von Leukämie sammelt. Es war und ist ihm eine Ehre, bis heute jedes Jahr teilzunehmen. In Frankreich überraschte ihn sein Sohn Anthony 1988 in einer Folge der Sendung Sacrée Soirée von Jean-Pierre Foucault, indem er Chicago in Begleitung seiner Schwester Gloria (Gitarre) und seines Bruders Vincent (Klavier) sang.
Am 17. Dezember 1988 widmete Patrick Sabatier ihm eine Folge seiner Sendung Avis de Recherche auf TF1. Er und seine sieben Geschwister waren erstmals im Fernsehen vereint. Seine Frau Monique hat nur ein einziges Mal in der Öffentlichkeit gesungen, in der Valentinstag-Folge der Sendung Sacrée Soirée am 14. Februar 1991, als sie im Duett mit ihm Mon cœur te dit je t’aime sang.
Am 12. April 1991 bot Tous à la Une ihm die ausnahmsweise Redaktionsleitung auf TF1 an. Frédéric Mitterrand widmete ihm seine Sendung C’est notre vie am 17. Juni 1994, in der er die Schauspielerin traf, die ihn während seiner Jugendzeit träumen ließ: Gina Lollobrigida. Er improvisierte auf der Gitarre das Lied Le Chaland in italienischer Version, da er wusste, dass dies eines der Lieblingslieder der Schauspielerin war und es mehreren Kultfilmen in Italien als Leitmotiv gedient hatte.
1999 widmeten RTL-TVI und Marylène Bergmann ihm eine Sondersendung, die im Brüsseler Cirque Royal vor Publikum aufgezeichnet wurde. Am 25. April 2009 übernahm er die Patenschaft über eine neue Sendung auf dem belgischen Sender RTL-TVI, Au cœur de Télévie, die das Bewusstsein für den Krebs als Volkskrankheit in einer Reihe von Reportagen schärfen sollte. Am selben Tag trat er wie jedes Jahr im Studio dieses Senders auf, um im Namen von Télévie Spenden für die Krebsforschung zu sammeln. An diesem Abend sang er erstmals wieder, nachdem er aus gesundheitlichen Gründen eine sechsmonatige Karrierepause hatte einlegen müssen.
Seit dem Konzert am 17. Oktober 2008 im Micropolis von Besançon war er lange nicht zu sehen gewesen und wollte der Öffentlichkeit nun zeigen, dass es ihm besser ging. So überraschte er die Zuschauer der Sendung C’est au programme von Sophie Davant auf France 2 am 14. Mai 2009 mit einem Auftritt. Im Radio unterbrach er seine Auszeit nur ein einziges Mal auf Wunsch von Dave, der den ganzen Sommer hindurch eine neu gestaltete Top 50 auf Europe 1 präsentierte. Die Sendefolge wurde am 17. August 2009 ausgestrahlt.
2010 nahm Frédéric François zusammen mit Salvatore Adamo und dem Tenor Roberto Alagna an der Sendung Chabada von Daniela Lumbroso teil. Keiner der drei Sänger hielt sich an das vorgegebene Programm (es ging eigentlich um eine Hommage an Polnareff, Brassens und Luis Mariano). Stattdessen kam es zu einem „sizilianischen“ Musikantentreffen, bei dem die drei Gäste im Studio ihre musikalischen Kindheitserinnerungen aufleben ließen.
2011 lud Michel Drucker Frédéric François zu einer Italien-Sonderfolge seiner Sendung Vivement Dimanche ein, neben Ornella Muti, Arturo Brachetti, Les Prêtres und anderen. In demselben Jahr startete Stéphane Pauwels auf dem belgischen Fernsehsender RTL-TVI mit der neuen Sendung Les orages de la vie, die zeigen sollte, dass selbst die größten Stars dunkle Zeiten durchlebt haben. Frédéric François war das erste „Thema“ dieser Sendung. Zu diesem Anlass führte man ihn nach Tilleur, wo er die Kindheit verbracht hatte, in sein Elternhaus, an dessen Haustür sein erster Produzent, Constant Defourny, angeklopft hatte.
In den 2010er Jahren war Frédéric François regelmäßiger Gast zahlreicher Sendungen wie Les Années Bonheur von Patrick Sébastien, Les Grands du Rire von Humbert Ibach, moderiert von Yves Lecoq, oder Face à Face des Senders RTL-TVI.
Anfang 2014 war Frédéric François in der Sendung C’est au programme von Sophie Davant zu Gast, in der ihm Schriftsteller Marc Lévy eine bewegende Hommage darbrachte, als ob er die außergewöhnliche Lebensgeschichte des kleinen Francesco Barracato geschrieben hätte. Frédéric François war derart ergriffen, dass er dieses Video in seine neue Tournee aufnahm, in einer Sequenz „Hommage à mon père“ (Hommage an meinen Vater).

## Diskografie

### Alben
| Jahr | Titel                                             | Höchstplatzierung, Gesamtwochen, AuszeichnungChartplatzierungen (Jahr, Titel, Platzierungen, Wochen, Auszeichnungen, Anmerkungen) | Höchstplatzierung, Gesamtwochen, AuszeichnungChartplatzierungen (Jahr, Titel, Platzierungen, Wochen, Auszeichnungen, Anmerkungen) | Anmerkungen                             |
| Jahr | Titel                                             | FR | BEW | Anmerkungen                             |
| ---- | ------------------------------------------------- | --- | --- | --------------------------------------- |
| 1995 | Les Italo-Américains                              | — | BEW16 (4 Wo.)BEW | Erstveröffentlichung: 27. März 1995     |
| 1995 | Les plus belles chansons Napolitaines             | FR— GoldFR | BEW16 (10 Wo.)BEW | Erstveröffentlichung: 27. November 1995 |
| 1996 | Olympia ’96: 25 ans d’amour                       | FR11 (3 Wo.)FR | BEW48 (2 Wo.)BEW |                                         |
| 1997 | Les chansons de mon cœur vol. 2                   | FR39 (2 Wo.)FR | BEW39 (4 Wo.)BEW | Erstveröffentlichung: 1. Februar 1994   |
| 1997 | L’amour fou                                       | — | BEW46 (2 Wo.)BEW |                                         |
| 1998 | Je ne t’oublie pas                                | — | BEW46 (2 Wo.)BEW | Erstveröffentlichung: 1. Dezember 1997  |
| 1998 | Chansons d’amour                                  | — | BEW46 (1 Wo.)BEW |                                         |
| 1999 | Best of (1999)                                    | — | BEW3 (16 Wo.)BEW |                                         |
| 2001 | Un slow pour s’aimer                              | FR26 Gold · (17 Wo.)FR | BEW42 (7 Wo.)BEW | Erstveröffentlichung: 20. November 2001 |
| 2002 | Chante Noël                                       | FR50 (5 Wo.)FR | BEW42 (4 Wo.)BEW | Erstveröffentlichung: 26. November 2002 |
| 2003 | Olympia 2002                                      | FR43 (10 Wo.)FR | — |                                         |
| 2003 | Les romances de toujours                          | FR53 (11 Wo.)FR | BEW49 (3 Wo.)BEW | Erstveröffentlichung: 10. November 2003 |
| 2004 | Un été d’amour                                    | FR75 (11 Wo.)FR | BEW18 (12 Wo.)BEW |                                         |
| 2004 | Coffret Noël                                      | FR174 (1 Wo.)FR | — |                                         |
| 2005 | 30 chansons de légende                            | — | BEW51 (4 Wo.)BEW |                                         |
| 2005 | Et si l’on parlait d’amour...                     | FR6 Gold · (36 Wo.)FR | BEW2 Gold · (45 Wo.)BEW |                                         |
| 2005 | Best of (2005)                                    | — | BEW93 (1 Wo.)BEW |                                         |
| 2005 | Bailamos                                          | FR133 (6 Wo.)FR | — |                                         |
| 2006 | À l’Olympia – Live 2005                           | FR71 (8 Wo.)FR | BEW28 (7 Wo.)BEW | Erstveröffentlichung: 13. Februar 2006  |
| 2006 | Best of (2006)                                    | FR169 (1 Wo.)FR | — |                                         |
| 2006 | Mes préférences                                   | FR163 (1 Wo.)FR | — |                                         |
| 2006 | Master série                                      | FR129 (2 Wo.)FR | — | Erstveröffentlichung: 7. August 2006    |
| 2007 | Merci la vie                                      | FR8 Gold · (29 Wo.)FR | BEW4 Gold · (30 Wo.)BEW | Erstveröffentlichung: 29. Juni 2007     |
| 2008 | 20 ans d’Olympia                                  | — | BEW32 (12 Wo.)BEW |                                         |
| 2008 | Pour toi, Maman                                   | — | BEW9 (8 Wo.)BEW | Erstveröffentlichung: 21. April 2008    |
| 2008 | Du soleil et des chansons d’amour                 | — | BEW85 (4 Wo.)BEW |                                         |
| 2008 | Tour 2008 de l’Olympia à Forest National          | FR116 (6 Wo.)FR | BEW26 (16 Wo.)BEW | Erstveröffentlichung: 24. November 2008 |
| 2009 | Les 50 plus belles chansons d’amour               | — | BEW57 (11 Wo.)BEW | Erstveröffentlichung: 16. November 2009 |
| 2010 | Toutes mes chansons ont une histoire              | — | BEW83 (4 Wo.)BEW | Erstveröffentlichung: 17. Mai 2010      |
| 2010 | Chanteur d’amour                                  | FR9 Gold · (21 Wo.)FR | BEW5 (35 Wo.)BEW | Erstveröffentlichung: 5. November 2010  |
| 2011 | 40 succès en or                                   | FR142 (3 Wo.)FR | BEW42 (22 Wo.)BEW | Erstveröffentlichung: 20. Mai 2011      |
| 2011 | Tour 2011 – Spectacle Anniversaire                | FR91 (8 Wo.)FR | BEW12 (14 Wo.)BEW | Erstveröffentlichung: 21. Oktober 2011  |
| 2011 | Hit Box 3CD                                       | FR107 (6 Wo.)FR | — | Erstveröffentlichung: 28. November 2011 |
| 2012 | Mon cœur te dit je t’aime                         | — | BEW11 (29 Wo.)BEW | Erstveröffentlichung: 31. Januar 2012   |
| 2012 | Pour toi, Maman (2012)                            | FR147 (2 Wo.)FR | BEW12 (26 Wo.)BEW | Erstveröffentlichung: 4. Mai 2012       |
| 2012 | L’intégrale des albums originaux 1984-1992        | — | BEW198 (1 Wo.)BEW | Erstveröffentlichung: 7. November 2012  |
| 2012 | L’intégrale des albums originaux 1993-2010        | — | BEW29 (43 Wo.)BEW | Erstveröffentlichung: 19. November 2012 |
| 2013 | Amor Latino                                       | FR8 Gold · (23 Wo.)FR | BEW4 Gold · (52 Wo.)BEW | Erstveröffentlichung: 21. Oktober 2013  |
| 2013 | Les 50 plus belles chansons                       | — | BEW62 (30 Wo.)BEW | Erstveröffentlichung: 5. November 2007  |
| 2014 | 30 ans d’Olympia Bruno Coquatrix – Spectacle 2014 | FR65 (14 Wo.)FR | BEW20 (34 Wo.)BEW | Erstveröffentlichung: 20. Oktober 2014  |
| 2014 | La magie de Noël                                  | FR148 (1 Wo.)FR | BEW52 (10 Wo.)BEW | Erstveröffentlichung: 24. November 2014 |
| 2015 | Fidèle                                            | FR88 (3 Wo.)FR | BEW52 (18 Wo.)BEW | Erstveröffentlichung: 26. Januar 2015   |
| 2015 | C’est la fête!                                    | FR140 (1 Wo.)FR | BEW56 (15 Wo.)BEW | Erstveröffentlichung: 13. November 2015 |
| 2016 | Les femmes sont la lumière du monde               | FR8 Gold · (38 Wo.)FR | BEW2 Gold · (89 Wo.)BEW | Erstveröffentlichung: 8. April 2016     |
| 2017 | Les n°1                                           | FR136 (2 Wo.)FR | BEW30 (40 Wo.)BEW | Erstveröffentlichung: 17. November 2017 |
| 2018 | La voix de l’amour                                | FR135 (2 Wo.)FR | BEW37 (14 Wo.)BEW | Erstveröffentlichung: 2. Februar 2018   |
| 2019 | Juste un peu d’amour                              | FR8 (25 Wo.)FR | BEW2 (35 Wo.)BEW | Erstveröffentlichung: 22. März 2019     |
| 2020 | L’album anniversaire                              | FR61 (3 Wo.)FR | BEW6 (16 Wo.)BEW | Erstveröffentlichung: 7. Februar 2020   |
| 2021 | La liberté d’aimer                                | FR2 (8 Wo.)FR | BEW1 (22 Wo.)BEW | Erstveröffentlichung: 29. Januar 2021   |
| 2021 | Forever                                           | FR98 (2 Wo.)FR | BEW34 (15 Wo.)BEW | Erstveröffentlichung: 21. Mai 2021      |
| 2021 | En concert au Grand Rex                           | FR95 (3 Wo.)FR | BEW108 (7 Wo.)BEW | Erstveröffentlichung: 24. Dezember 2021 |
| 2022 | En duo                                            | FR6 (12 Wo.)FR | BEW3 (20 Wo.)BEW | Erstveröffentlichung: 4. März 2022      |
| 2023 | Les grands moments en concert                     | FR97 (3 Wo.)FR | BEW21 (3 Wo.)BEW | Erstveröffentlichung: 12. Mai 2023      |
| 2023 | On a tous besoin d’aimer                          | FR8 (10 Wo.)FR | BEW2 (14 Wo.)BEW | Erstveröffentlichung: 20. Oktober 2023  |
| 2024 | L’amour de Noël                                   | FR80 (3 Wo.)FR | BEW7 (7 Wo.)BEW | Erstveröffentlichung: 22. November 2024 |
| 2025 | Tout s’oublie un jour                             | FR22 (… Wo.)FR | BEW1 (… Wo.)BEW | Erstveröffentlichung: 22. November 2025 |

Weitere Alben
- 1971: I love you, je t’aime, Vogue
- 1972: Je voudrais dormir près de toi, Vogue
- 1973: Viens te perdre dans mes bras, Vogue
- 1974: Viens te perdre dans mes bras, Vogue-Japon
- 1975: Chicago (FR: Gold)
- 1976: San Francisco, Vogue
- 1977: Laisse-moi vivre ma vie, Vogue-Japon
- 1978: Giorgia, Vogue
- 1979: Giorgia, Vogue-Argentine
- 1980: Qui t’a dit qu’en ce temps là, Vogue
- 1981: Je veux chanter la nostalgie, Vogue
- 1982: Adios amor, Vogue
- 1983: Aimer, Vogue
- 1984: Mon cœur te dit je t’aime, Trema
- 1985: Je t’aime à l’italienne (FR: Gold)
- 1986: L’aimer encore, Trema
- 1988: Une nuit ne suffit pas (FR: Gold)
- 1988: Live de l’Olympia, Trema
- 1989: L’amour s’en va (FR: Gold)
- 1990: Qui de nous deux (FR: Gold)
- 1991: Est-ce que tu es seule ce soir (FR: ×2Doppelgold )
- 1992: Je ne te suffis pas (FR: ×2Doppelgold )
- 1993: Tzigane (FR: Gold)
- 1994: Les chansons de mon cœur (FR: Gold)
- 1996: Album d’or, MBM-BMG
- 1997: Les chansons de mon cœur vol 2, MBM-BMG
- 1998: Olympia 98, MBM-BMG
- 1999: Les plus grandes mélodies italiennes, MBM-BMG
- 2000: Olympia 2000, MBM-BMG
- 2006: Les chansons mythiques des années 70, MBM/Sony-BMG
- 2012: Je n’ai pas fini de t'aimer / Parler d’amour, MBM/Sony BMG

### Singles
| Jahr | Titel Album                                             | Höchstplatzierung, Gesamtwochen, AuszeichnungChartplatzierungen (Jahr, Titel, Album, Platzierungen, Wochen, Auszeichnungen, Anmerkungen) | Höchstplatzierung, Gesamtwochen, AuszeichnungChartplatzierungen (Jahr, Titel, Album, Platzierungen, Wochen, Auszeichnungen, Anmerkungen) | Anmerkungen |
| Jahr | Titel Album                                             | FR | BEW | Anmerkungen |
| ---- | ------------------------------------------------------- | --- | --- | ----------- |
| 1984 | On s’embrasse on oublie tout                            | FR43 (2 Wo.)FR | — |             |
| 1984 | Mon cœur te dit je t’aime                               | FR4 (15 Wo.)FR | — |             |
| 1985 | Une femme pour toute la vie –                           | FR31 (7 Wo.)FR | — |             |
| 1985 | Je t’aime à l’italienne                                 | FR16 Silber · (17 Wo.)FR | — |             |
| 1986 | L’aimer encore                                          | FR27 (10 Wo.)FR | — |             |
| 1988 | Une nuit ne suffit pas                                  | FR27 (12 Wo.)FR | — |             |
| 1988 | L’amour s’en va, l’amour revient                        | FR19 Silber · (17 Wo.)FR | — |             |
| 1989 | Qui de nous deux                                        | FR8 (17 Wo.)FR | — |             |
| 1990 | C’est toi qui pars... –                                 | FR27 (11 Wo.)FR | — |             |
| 1991 | Est-ce que tu es seule ce soir?                         | FR8 Silber · (19 Wo.)FR | — |             |
| 1991 | Je me battrai pour elle Est-ce que tu es seule ce soir? | FR6 (13 Wo.)FR | — |             |
| 1992 | Je ne te suffis pas                                     | FR9 (10 Wo.)FR | — |             |
| 1992 | Bleu méditerranée –                                     | FR38 (10 Wo.)FR | — |             |
| 1993 | L’amour, c’est la musique –                             | FR47 (1 Wo.)FR | — |             |
| 1997 | L’amour fou                                             | — | BEW23 (9 Wo.)BEW |             |
| 1997 | Chiquita Je ne t’oublie pas                             | FR79 (2 Wo.)FR | — |             |
| 2002 | Ensemble on gagnera Un slow pour s’aimer                | FR84 (4 Wo.)FR | — |             |
| 2002 | Tant qu’il y aura des femmes Un slow pour s’aimer       | FR66 (4 Wo.)FR | — |             |
| 2004 | Paix sur la terre Un slow pour s’aimer                  | FR94 (2 Wo.)FR | — |             |

grau schraffiert: keine Chartdaten aus diesem Jahr verfügbar
Weitere Singles
- 1966: Petite fille, Polydor
- 1969: Sylvie, Barclay
- 1970: Mini maxi Dolly, Barclay
- 1971: Jean, AZ
- 1972: Laisse-moi vivre ma vie, Vogue-Japon
- 1973: Quand vient le soir on se retrouve (FR: Gold)
- 1973: Viens te perdre dans mes bras (FR: Gold)
- 1974: N’oublie jamais (+ Si je te demande) Vogue
- 1975: Mal tu me fais mal, Vogue
- 1976: Baby dollar, Vogue
- 1977: On comprend toujours quand c’est trop tard, Vogue
- 1978: Sois romantique, Vogue
- 1979: Via Italia (+ Seul), Vogue
- 1980: Via Italia (+ N’oublie jamais nous deux), Vogue
- 1981: Je veux chanter la nostalgie, Vogue
- 1982: Tu veux rester libre, Vogue-Japon
- 1983: Aimer, Vogue
- 1987: Nina Ninouschka, Trema
- 1989: Une simple histoire d’amour, Trema
- 1990: Est ce que tu es seule ce soir, TREMA-Pathé Marconi
- 1994: Fou d’elle (Live Olympia 94), MBM-BMG
- 1996: Funiculi Funicula (promo), MBM-BMG
- 1998: Je veux tout, MBM-BMG
- 1999: Volare, MBM-BMG
- 2001: Mourir d’amour (promo live Olympia 2000), MBM-BMG
- 2003: Méditerranée/Quand Tino chantait, MBM-BMG
- 2005: Et si on parlait d’amour (promo), BMG Media
- 2007: Une rose dans le désert, MBM-BMG-Sony-Columbia-Vogue
- 2008: Somethin’ stupid (promo live tour 2008), MBM-Sony-BMG
- 2009: Somethin’ stupid + clip (live tour 2008), MBM-Sony Music
- 2010: C’est plus fort que moi / Chanteur d'amour / Ils font un rêve, MBM-Sony Music
- 2011: La Tarentelle d’amour (promo tour 2011), MBM-Sony Music
- 2012: Je n’ai pas fini de t’aimer, MBM-Sony Music
- 2013: Amor latino / Qu’as tu fait de moi / Ok pour t’emmener, MBM-Sony Music

### Videoalben
- 1990: Forest National 1990 – Live 90
- 1994: Spectacle au Canada – Live 94
- 1996: 25 ans d’Amour – Olympia 1996
- 1998: Olympia 1998 – Live 98
- 2000: 2000 ans D’amour – Olympia 2000
- 2000: La vidéo du Siècle
- 2001: Karaoké
- 2003: Olympia 2002 – Live 2002
- 2006: Olympia 2005 – Live 2005
- 2006: Olympia 2002, Olympia 2005 et Karaoké
- 2008: Ma vidéo d’Or – 20 ans d’images coup de coeur
- 2009: Tours 2008 de l’Olympia à Forest National – Live 2008
- 2009: La vidéo d’Or de mes tendre années
- 2011: Tours 2011 – Spectacle Anniversaire
- 2015: 30 ans d’Olympia – Olympia 2014

## Auszeichnungen für Musikverkäufe
| Goldene Schallplatte - Belgien - 1999: für das Album Le Meilleur De - Frankreich - 1973: für die Single Un Chant D’amour, Un Chant D’été - 1976: für das Album Chicago - 1976: für das Album Tant Que Je Vivrai - 1984: für das Album Mon Coeur Te Dit Je T’aime - 1994: für das Album 21 Grands Succes - 1995: für das Album Olympia 94 (Nouveau Spectacle) | 2× Goldene Schallplatte - Frankreich - 1994: für das Album 21 Plus Grands Succès 1971/1992 Platin-Schallplatte - Frankreich - 1995: für das Videoalbum Olympia 90 |

Anmerkung: Auszeichnungen in Ländern aus den Charttabellen bzw. Chartboxen sind in ebendiesen zu finden.
| Land/RegionAuszeichnungen für Musikverkäufe (Land/Region, Auszeichnungen, Verkäufe, Quellen) | Silber     | Gold       | Platin  | Verkäufe  | Quellen                     |
| -------------------------------------------------------------------------------------------- | ---------- | ---------- | ------- | --------- | --------------------------- |
| Belgien (BRMA)                                                                               | —          | 5× Gold5   | —       | 100.000   | ultratop.be                 |
| Frankreich (SNEP)                                                                            | 3× Silber3 | 28× Gold28 | Platin1 | 4.945.000 | infodisc.fr snepmusique.com |
| Insgesamt                                                                                    | 3× Silber3 | 33× Gold33 | Platin1 |           |                             |

## Auszeichnungen
- 1999: Chevalier de l’Ordre de Léopold II. (Ritter der Kunst und Literatur des Ordens Leopolds II.) aus den Händen des belgischen Kulturministers Pierre Hazette3.
- 2008: Ehrenbürger der Stadt Wanze (Belgien).
- 2009: Komtur des Sterns der italienischen Solidarität aus den Händen des italienischen Konsuls in Lüttich mit Approbation des italienischen Ministerpräsidenten Silvio Berlusconi. Diese Auszeichnung wurde Frédéric François vor 10.000 Personen in Blégny-Mine überreicht, dem einzigen Bergbaumuseum Belgiens. Er war der erste zugewanderte italienische Künstler, dem diese Auszeichnung zuteilwurde.[3]
- 2011: Botschafter der Provinz Lüttich.
- 2012: Verleihung der Schlüssel seiner Geburtsstadt Lercara Friddi, Provinz Palermo, Sizilien (Pendant des Ehrenbürgertitels).
- 2013: Coeur de Cristal aus den Händen des belgischen Premierministers Elio Di Rupo.